# Championnats d'Europe de VTT 2008
Navigation
Édition précédente Édition suivante
Les championnats d'Europe de VTT 2008 pour le VTT cross-country ont lieu du 16 au 18 juillet à Saint-Wendel en Allemagne. Ils sont organisés par l'Union européenne de cyclisme.

## Résultats

### Cross-country
| Épreuve                | Vainqueur                                                                          | Deuxième                                                                         | Troisième                                                             |
| ---------------------- | ---------------------------------------------------------------------------------- | -------------------------------------------------------------------------------- | --------------------------------------------------------------------- |
| Hommes                 | Florian Vogel                                                                      | Christoph Sauser                                                                 | Jakob Fuglsang                                                        |
| Hommes                 | 2 h 06 min 42 s                                                                    | + 33 s                                                                           | + 1 min 42 s                                                          |
| Femmes                 | Sabine Spitz                                                                       | Irina Kalentieva                                                                 | Gunn-Rita Dahle Flesjå                                                |
| Femmes                 | 2 h 08 min 59 s                                                                    | + 37 s                                                                           | m.t.                                                                  |
| Hommes moins de 23 ans | Nino Schurter                                                                      | Stéphane Tempier                                                                 | Mathias Flückiger                                                     |
| Hommes moins de 23 ans | 1 h 49 min 11 s                                                                    | + 2 s                                                                            | + 4 s                                                                 |
| Femmes moins de 23 ans | Nathalie Schneitter                                                                | Tanja Žakelj                                                                     | Tereza Huříková                                                       |
| Femmes moins de 23 ans | 1 h 46 min 56 s                                                                    | + 41 s                                                                           | + 1 min 39 s                                                          |
| Hommes juniors         | Peter Sagan                                                                        | Mykhaylo Batsutsa                                                                | Matthias Rupp                                                         |
| Hommes juniors         | 1 h 32 min 03 s                                                                    | + 1 min 22 s                                                                     | + 1 min 27 s                                                          |
| Femmes juniors         | Mona Eiberweiser                                                                   | Alla Boyko                                                                       | Kajsa Snihs                                                           |
| Femmes juniors         | 1 h 27 min 18 s                                                                    | + 54 s                                                                           | + 1 min 09 s                                                          |
| Relais mixte           | France Jean-Christophe Péraud Arnaud Jouffroy Laurence Leboucher Alexis Vuillermoz | Italie Marco Aurelio Fontana Gerhard Kerschbaumer Eva Lechner Cristian Cominelli | Suède Emil Lindgren Alexandra Engen Olof Jonsson Alexander Wetterhall |
| Relais mixte           | 1 h 12 min 03 s                                                                    | + 41 s                                                                           | + 1 min 11 s                                                          |